# William John Dakin
William John Dakin (ur. 23 kwietnia 1883 w Liverpoolu, zm. 2 kwietnia 1950 w Sydney) – australijski zoolog, nauczyciel wielu wybitnych zoologów.

## Życiorys
Uczęszczał do University of Liverpool, gdzie otrzymał tytuły BSc, MSc i DSc (1905, 1907, 1911) w zoologii.
W 1912 przeniósł się do Australii gdzie początkowo pracował w University of Western Australia, a później w University of Sydney.
W czasie II wojny światowej Dakin przewodził komitetowi ds. maskowania (Defence Central Camouflage Committee) gdzie w praktyczny sposób wykorzystał swoją wiedzę na temat organizmów morskich i ich metod kamuflażu.
Zmarł w Sydney po długiej chorobie. Był żonaty i miał jednego syna.

## Wybrane dzieła
- The Elements of Animal Biology (1918)
- Elements of General Zoology (1927)
- Plankton of the Australian Coastal Waters off New South Wales (1940)
- Art of Camouflage (1941)